# Giovanni Bassano
Giovanni Bassano també conegut com a Bassani (1558 - Venècia, 17 d'agost de 1617) fou un compositor italià de l'Escola Veneciana i reconegut intèrpret de corneta durant la transició entre Renaixement i Barroc.
Fou una figura clau en el desenvolupament del conjunt instrumental en la Basílica de Sant Marc de Venècia, i deixà un llibre sobre ornamentació molt detallat, que constitueix una rica font de recursos per als intèrprets contemporanis.
Inventà un instrument semblant al fagot, anomenat bassanello, i les seves obres principals, de les que existeixen col·leccions, son: Motetti per concerti ecclesiastici (1598-99), per a 5. 6. 7. 8 i 12 veus: Motetti, Madrigali e Canzoni (1591). Ricercati, per a orgue, i Fantasie (1585).